# Lygodactylus pauliani
Lygodactylus pauliani — вид геконоподібних ящірок родини геконових (Gekkonidae). Ендемік Мадагаскару. Вид названий на честь французького ентомолога Рено Пауліана.

## Поширення і екологія
Lygodactylus pauliani відомі з типової місцевості, розташованої поблизу гори Амбатоменалоха і міста Ітремо в регіоні Амурун'ї Маніа, на Центральному нагір'ї острова Мадагаскар, на висоті 1100 м над рівнем моря. Вони живуть на високогірних луках, серед скель, порослих чагарниками, в сухих вічнозелених і склерофітних лісах та в тропічних лісах. Відкладають яйця.